# Verdrag van Lyon (1504)
Het Verdrag van Lyon werd getekend op 31 maart 1504 tussen Lodewijk XII van Frankrijk enerzijds en Ferdinand II van Aragon anderzijds en maakte een einde aan de Italiaanse Oorlog (1499-1504).
Met het verdrag erkende Frankrijk het verlies van het Koninkrijk Napels, maar het behield het Hertogdom Milaan. De verdeling van Italië tussen noord en zuid werd bepaald.
Om de vrede te bewaren werd enkele maanden later het Verdrag van Blois getekend waarbij een toekomstig huwelijk werd voorzien tussen Claude van Frankrijk, dochter van Lodewijk en Karel, de kleinzoon van Ferdinand. Hierbij werd Napels een onderdeel van de bruidsschat.